# Teleguiado (programa de televisão)
Teleguiado foi um programa de televisão brasileiro ao vivo e interativo que estreou em 3 de abril de 1995 e foi ao ar até o dia 30 de dezembro de 1999 na MTV Brasil, apresentado pelo VJ da referida emissora Cazé Peçanha. Nele, Cazé telefonava para a casa de telespectadores previamente cadastrados, dando-lhes a oportunidade de pedir um videoclipe e, enquanto o vídeo era carregado, bater papo com o apresentador. A certa altura, Cazé começou a elaborar alguns quadros para o programa, que era diário, tal como o Dia de Shiva (em referência ao deus hindu da destruição, Shiva) e a Alegoria da Caverna (em referência à Alegoria da Caverna, de Platão), durante os quais abordava temas variados sobre filosofia e sociedade.

## Produção
O horário inicial de exibição era 12h30 as 13h00, mas posteriormente foi transferido para o início da noite, entre 19h00 e 19h30. A cenografia insinuava o interior azulado de um foguete, com projeções espaciais pelas janelas. Em palco, apenas uma velha cadeira de barbeiro amarela com um teclado de computador anexado, um antigo telefone com um monofone assemelhado a um walkie-talkie e mais alguns poucos objetos. Cazé, na maior parte das vezes, se apresentava trajando um blazer e óculos amarelos, utilizando ainda um grande headset e uma buzina ao estilo Chacrinha. A música de abertura era um trecho de uma canção do Pizzicato Five.

## A escolha dos clipes
Caso alguém pedisse um clipe que já havia passado naquela mesma semana (ou que por algum motivo não pudesse ser exibido), levava o famoso "Na Cara", quando o telefone era desligado "na cara" do telespectador. Já quando ocorria algum problema com os telefones cadastrados, Cazé apresentava o chamado "telefone do precatório", quando os telespectadores não-cadastrados podiam ligar naquele momento. No caso de alguém não saber qual clipe pedir, ou quando conversava pessoas que desconheciam o programa, Cazé apresentava quase sempre um mesmo grupo de opções, no qual constavam Nine Inch Nails, Deftones, Roberto Carlos e Comunidade Nin-Jitsu. Uma vez estabelecido contato com o telespectador e feita a escolha do videoclipe, a fitoteca da MTV já deveria estar completamente disponível para o programa, onde algum estagiário se encarregava de levar a fita com o clipe pedido para o switcher, a "mesa de corte" que colocava a fita no ponto. Quando surgia algum problema, Cazé era comunicado através de um ponto eletrônico, soltando um dos bordões do programa: "Alô base, qual é o problema?'". Ao longo de cada semana, fazia-se uma espécie competição em relação à origem dos clipes: "seleção nacional" vs. "seleção estrangeira", que costumeiramente vencia as "competições". O programa encerrou em dezembro de 1999 com um histórico programa onde Cazé destrói seu cenário e, logo após, é colocado em uma geladeira cenográfica por contrarregras da emissora.
| “ | Uma das fases mais gostosas da minha vida foi quando apresentei o Teleguiado MTV. Eu passei quatro anos apresentando esse programa diariamente, atendendo às ligações, conversando com o público ao vivo. Marcou muito minha carreira por toda construção profissional que eu tive ao longo desses anos. Sem contar que gosto muito desse contato com o telespectador pelo telefone, porque como as pessoas não estão vendo as câmaras, ficam mais à vontade para falar abertamente sobre qualquer assunto. Nisso, surgem coisas inesperadas, engraçadas ou até xingamentos ao vivo. O que me dava mais uma experiência, pois tinha de lidar com esses improvisos e transformar tudo em matéria-prima para o programa. Então, foi um verdadeiro aprendizado para mim. | ” |